# منتخب النرويج لهوكي الجليد للسيدات
منتخب النرويج الوطني لهوكي الجليد للسيدات (بالنرويجية: Norges kvinnelandslag i ishockey)‏ هو ممثل النرويج الرسمي في المنافسات الدولية في هوكي الجليد في فئة هوكي الجليد للسيدات ‏. تأسس في 1988.